# アレグリアとは仕事はできない
『アレグリアとは仕事はできない』（アレグリアとはしごとはできない）は、日本の小説家津村記久子による小説である。
本項では、単行本『アレグリアとは仕事はできない』に収録されている表題作「アレグリアとは仕事はできない」に加え、「地下鉄の叙事詩」についても記述する。

## 概要
2007年7月号から2008年1月号まで筑摩書房発行のPR誌『ちくま』にて「コピー機が憎い!!」というタイトルで連載された。単行本は、同作を「アレグリアとは仕事はできない」と改題し、書き下ろしの「地下鉄の叙事詩」を併録して、2008年12月9日に筑摩書房より刊行された。文庫版は、2013年6月10日にちくま文庫より刊行された。2017年に第13回酒飲み書店員大賞を受賞している。
著者の津村は、「アレグリアとは仕事はできない」に関して、「1台のダメなコピー機から会社の人間模様を映し出したいと思いました」と語っている。

## あらすじ
アレグリアとは仕事はできない
ミノベは、地質調査を行う会社の技術部に所属しており、トチノ先輩と2人で、調査結果などをまとめた報告書を製本する仕事を行っている。10か月ほど前に導入された、大判の図版の複写が可能な複合機である〈アレグリア〉は、スキャンやプリンタの用途では問題なく動作しているが、ミノベがよく使うコピー用途では、動き出すのに時間がかかるなど、問題が多かった。しかし、やがて事態は思わぬ方向へ向かう。
地下鉄の叙事詩
ある水曜日の朝、大学生のイチカワは、疎ましく思っている英会話の女性講師のことを忘れようとして、満員の地下鉄で乗り合わせた人たちを見ながらいろいろな想像をする。会社員のニノミヤは、同じ列車に乗りながら、以前隣で女性が読んでいた本の内容を思い出したり、今隣に座っている男性がいじっている携帯電話の画面を覗いたりしている。そんな中、ある事件が起きる。

## 主な登場人物
アレグリアとは仕事はできない
ミノベ
会社員。
トチノ
ミノベの先輩。
地下鉄の叙事詩
イチカワ
大学生。
ニノミヤ
会社員。

## 書評
アレグリアとは仕事はできない
ライターの石井千湖は、「しんどい日常のなかで、喜びを感じる一瞬も見事にすくいとっている」と評価している。文芸評論家の千野帽子は、「会社組織で構造的に起こりうるディスコミュニケーションや『ズル』と、それにたいする沸点の低い苛立ちが、この作品ではしっかりと形象化されていた」と評価している。
地下鉄の叙事詩
石井は、「それぞれの語り手の交差のさせ方も巧いし、“事件”はまったく他人事じゃないなと思える。朝、電車に乗っているときに、細部がよみがえってきそうな小説だ」と評価している。